# Xã Grasshopper, Quận Atchison, Kansas
Xã Grasshopper (tiếng Anh: Grasshopper Township) là một xã thuộc quận Atchison, tiểu bang Kansas, Hoa Kỳ. Năm 2010, dân số của xã này là 567 người.